# Kyurdasar
Kyurdasar är en ort i Azerbajdzjan.   Den ligger i distriktet Lerik Rayonu, i den södra delen av landet, 210 km sydväst om huvudstaden Baku. Kyurdasar ligger 841 meter över havet och antalet invånare är 810.
Terrängen runt Kyurdasar är kuperad. Närmaste större samhälle är Lerik, 10,2 km söder om Kyurdasar. 
Trakten runt Kyurdasar består till största delen av jordbruksmark. Runt Kyurdasar är det ganska tätbefolkat, med 60 invånare per kvadratkilometer.